# Bracon intercessor
Bracon intercessor är en stekelart som beskrevs av Christian Gottfried Daniel Nees von Esenbeck 1834. Bracon intercessor ingår i släktet Bracon och familjen bracksteklar. Arten är reproducerande i Sverige.

## Underarter
Arten delas in i följande underarter:
- B. i. megasomides
- B. i. maidli
- B. i. concorellus